# مایکل راب
مایکل راب (به انگلیسی: Michael Raab) (زادهٔ ۲۸ دسامبر ۱۹۸۲) شناگر اهل ایالات متحده آمریکا است.